# Crestomatía

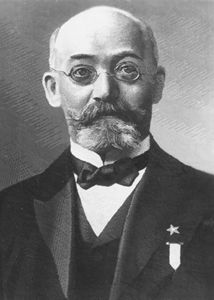
Ludwik Zamenhof, creador de la Crestomatía.

La crestomatía (del adjetivo griego χρηστός chrēstós ‘útil’ y el verbo μανθάνω manthánō ‘aprender’: ‘algo útil para aprender’) es el género literario que consiste en una selección de los mejores fragmentos de una obra literaria, autor, autores, una época, un género literario o una literatura, a fin de darse una idea cabal del mérito y valor de estos. Esta denominación fue dada por primera vez por Heladio de Cesarea en el siglo IV a un conjunto de trozos literarios griegos muy selectos, y en el siglo siguiente por Procopio de Cesarea. Desde el siglo XVI se multiplicaron las crestomatías, pero con un uso más didáctico, porque eran destinadas en especial a los estudiantes que necesitaban ejercitarse en la traducción de una lengua mediante una antología de sus textos más representativos.
Las crestomatías se dan especialmente para los estudiantes de lenguas antiguas, como el hebreo, griego y latín. Normalmente para el estudio del hebreo bíblico, se utilizan como crestomatía los primeros capítulos del libro del Génesis. También se utilizó durante mucho tiempo en el ámbito de las grabaciones de los programas de televisión.